# Steppa della Čuja
La steppa della Čuja (in russo Чуйская степь?) è un bacino intermontano nel sud-est dei monti Altaj attraversato dalla parte superiore del fiume Čuja. Si trova in Russia, nel Koš-Agačskij rajon della Repubblica dell'Altaj.

## Territorio
Il bacino, situato ad un'altitudine di 1750–2200 m sul livello del mare, ha una lunghezza di 70 chilometri e una larghezza di 30–40 km. Il fondo valle si trova ad un'altitudine di 1750–1850 m.
La steppa della Čuja è una pianura debolmente ondulata, in cui predominano i semi-deserti, composta da sedimenti glaciali e lacustri; è delimitata su tutti i lati da catene montuose: il monti Kurajskij a nord, le creste dei Severo-Čujskij e Južno-Čujskij a ovest, i monti Sajljugem a sud, e i Čichačëv a est.
Nella parte orientale scendono dai monti Čichačëv i fiumi Justyt (Юстыт) e Kyzylšin (Кызылшин; chiamato Buguzun nella parte alta) che al centro del bacino danno origine alla Čuja. Il bacino è solcato dagli affluenti di sinistra della Čuja: Tarchata (Тархата), Kokuzek (Кокузек), Elangaš (Елангаш), Čaganuzun (Чаганузун), che scendono (eccetto il Tarchata) dai monti Južno-Čujskij. All'interno del bacino vi è un gran numero di piccoli laghi la cui profondità non supera i 5 m, con aree che vanno da 100 m² a 1 km². 

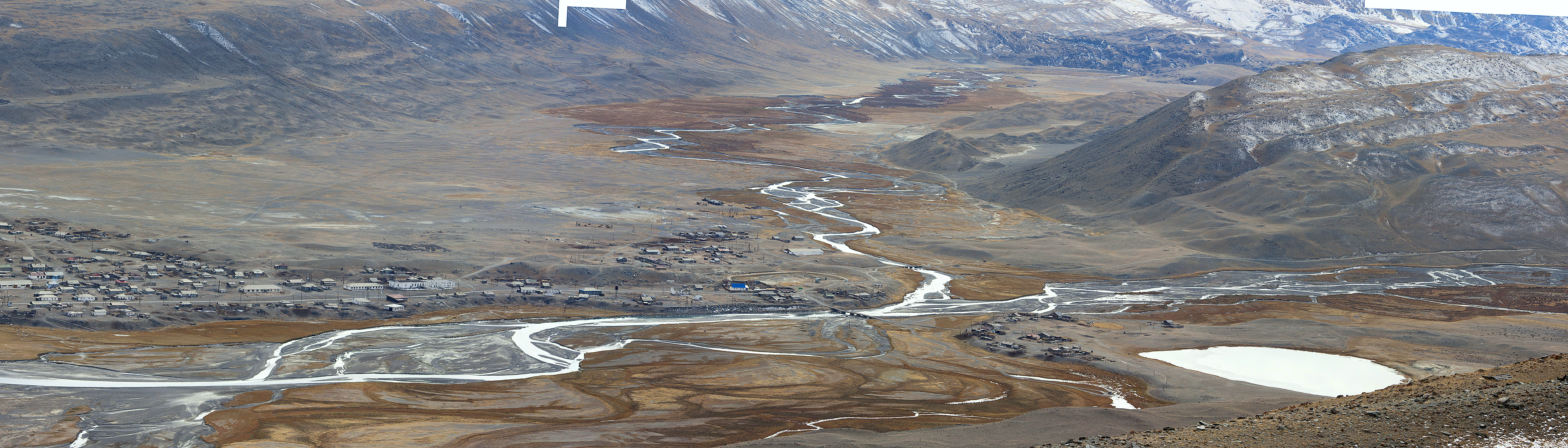
Confluenza dei fiumi Čaganuzun e Taldura nei pressi del villaggio di Bal'tir

Il maggiore villaggio nell'area è Koš-Agač; altri insediamenti sono: Muchor-Tarchata (Мухор-Тархата), Ortolyk (Ортолык) e Bel'tir (Бельтир). Il bacino è attraversato dalla strada R256 "Čujskij trakt".

### Clima
La steppa della Čuja è l'area più fredda dell'Altaj: la temperatura media di gennaio è -32 °C e il minimo assoluto è -62 °C. A causa del clima freddo, il permafrost del suolo del bacino ha uno spessore di 15–90 m.

### Flora

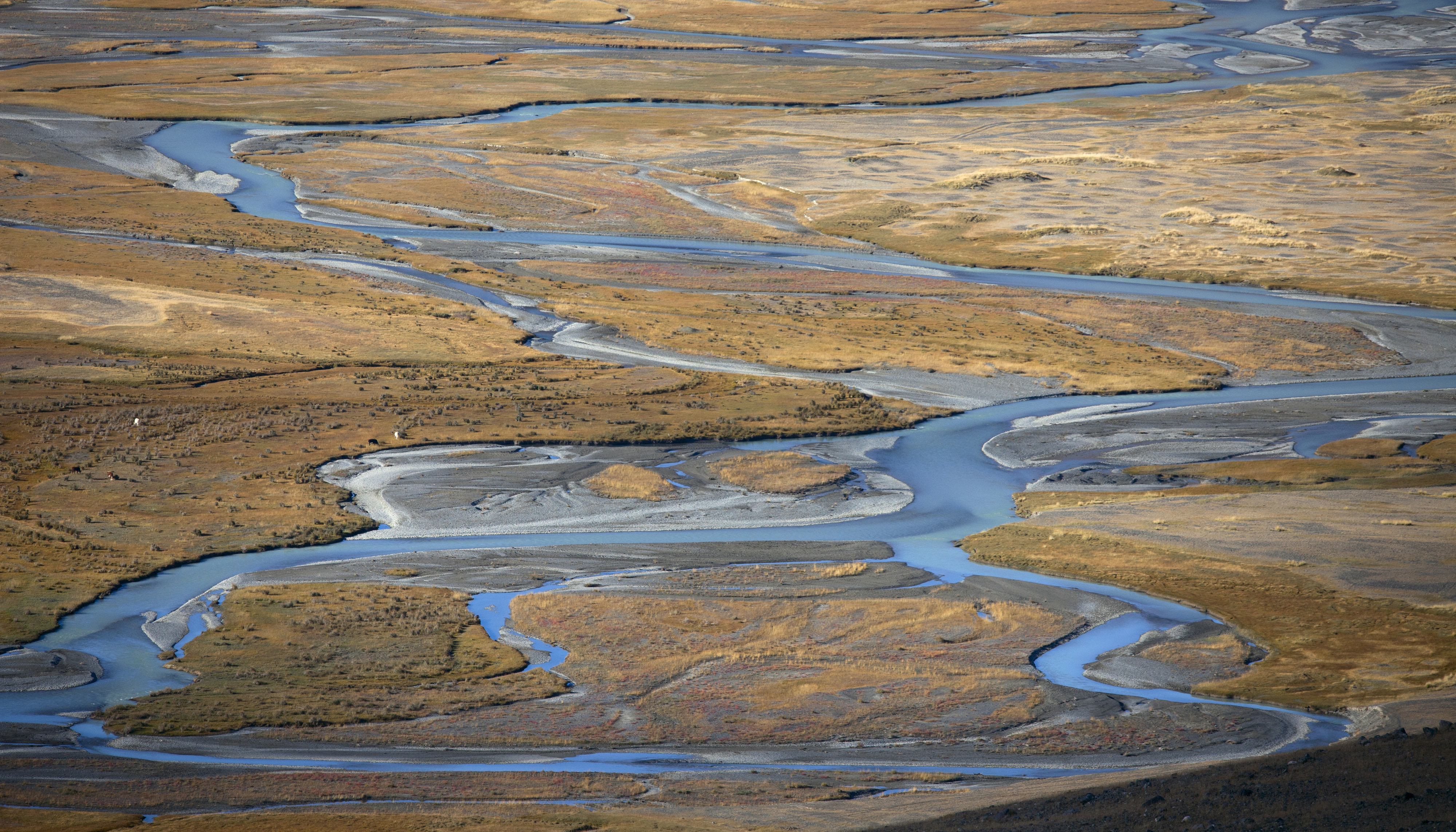
Il fiume Justyt

Sull'altopiano desertico predomina la vegetazione resistente al sale e alla siccità, rappresentato da erba, arbusti e arbusti a gambo legnoso. Tra le specie erbacee, abbastanza rare in Altaij, si trova: la Stipa orientalis Trin., una specie di Elymus del deserto, la Koeleria macrantha e il Carex saxatilis. Tra i cespugli ci sono: la caragana, il centocchio, l'Artemisia, il Thalictrum e il Bupleurum. Lungo le rive dei laghi cresce la cannuccia di palude, tra le pietre alcune specie di Rhodiola.

### Fauna
Fra i mammiferi caratteristici della zona ci sono: il gatto di Pallas, le volpi, la gazzella della Mongolia; numerosi roditori (Arvicolini, Dipodidi, Spermophilus, marmotta, criceto siberiano) e lagomorfi (pica dell'Altaj, pica di Pallas, pica daurico e lepre di Tolai).
Ci sono molte anatre sui laghi della steppa, tra cui prevale la casarca. Meno comuni sono l'oca indiana, la strolaga mezzana, il cigno selvatico. Lungo le rive dei laghi si trovano la gru cenerina, la damigella di Numidia, la sterna comune e la ballerina bianca. Nelle aree aperte della steppa: le allodole, l'upupa euroasiatica, l'Anthus della steppa e il culbianco isabellino. Esistono anche diverse specie di rapaci: gheppio comune, albanella reale e, negli altopiani, grifone, falco sacro e avvoltoio monaco.
Tra i rettili: il marasso, la vipera dell'Orsini, il Gloydius halys (una vipera siberiana), l'Elaphe dione e la lucertola degli arbusti.
I fiumi sono ricchi di pesci: è diffuso in particolare il temolo artico. Nella parte alta della Čuja e nei laghi della steppa, si trova in gran numero il Diptychus.